# Kasim-beğ
Kasim-beğ (ur. ?, zm. 1280) – dowódca korpusu wojsk Nogaja w czasie tatarskiego najazdu na Bułgarię 1278-1279, protostrator z nominacji bizantyńskiej.
Kasim-beğ wtargnął do Bułgarii jako jeden z dowódców łupieżczego rajdu, zsynchronizowanego z bizantyńskim uderzeniem od południa. Wraz ze swym korpusem przyjął zwierzchnictwo operacyjne Bizantyńczyków, którzy nagrodzili go w trakcie kampanii za współpracę wysoką godnością protostratora. Po nieudanym oblężeniu Silistrii nad Dunajem, gdzie schronił się bułgarski car Iwajło (1278-1279), przeszedł na stronę kontratakującego przeciwnika. Prawdopodobnie miał wkład w zwycięstwa Iwajły nad Bizantyńczykami 17 czerwca i 5 sierpnia 1279 r., które umożliwiły wyparcie z Bułgarii południowych agresorów. Niekorzystny dla Iwajły obrót sytuacji wewnętrznej zmusił ich obu do szukania pomocy u Nogaja. Ten jednak odwlekał moment podjęcia decyzji, aż wreszcie pod wpływem alkoholu nakazał stracić i obalonego cara, i swego wodza.